# Ma vie / Mon live
Albums de Diam's
Brut de femme
(2003) Dans ma bulle
(2006)
Ma vie / Mon live est l'album du concert de Diam's enregistré le 20 janvier 2004 au Chabada à Angers. Il est sorti en novembre 2004. Cet album contient l'inédit Ecorché vive.

## Titres
Disque compact
1. Intro + Incassables - 5:01
2. Evasion (Featuring China Moses) - 4:59
3. Daddy - 4:17
4. DJ - 3:59
5. 1980 - 4:25
6. Suzy 2003 - 4:44
7. Cause à effet - Inédit studio - 5:11
8. Marine - Inédit Studio - 5:06

DVD :
1. Intro + Incassables
2. Où Je Vais
3. Cruelle à vie
4. Suzy (Part 1)
5. Mon répertoire
6. Chant de paix
7. Anytime
8. Vénus
9. Ecorchée vive
10. Evasion (Featuring China Moses)
11. 1980
12. Ma souffrance
13. Daddy
14. Amoré
15. Vivre sans toi
16. Madame qui ?
17. DJ
18. Pogo
19. Suzy (Part 2)
20. Final Daft Punk